# Bruce Trigger
Bruce Graham Trigger (Preston, Ontario, 18 de juny del 1937-1 de desembre del 2006) va ser un arqueòleg, antropòleg i historiador canadenc, considerat una autoritat en etnohistòria.
Doctor en Arqueologia per Yale el 1964. Per aquesta època el seu interès era investigar la història de l'arqueologia i l'estudi comparatiu de les cultures primitives. L'any 1965 va impartir classes a la Northwestern University, més tard va entrar en el Departament d'antropologia de la McGill University de Mont-real, on va romandre la resta de la seva vida acadèmica.
La seva obra més divulgada és The Children of Aataentsic, un estudi en dos volums dels pobles hurons, obra definitiva per a la història i etnografia d'aquest poble, que li va donar entre altres distincions la seva adopció per la nació Huron-Wendat com a membre honorari. Trigger va reiterar els seus arguments clau en Natives and newcomers, una obra polèmica, dirigida al públic culte però llec en la matèria. En ella, Trigger, seguint la tradició de Franz Boas, argumenta que les societats colonials i aborígens del Canadà posseïen sistemes culturals rics i complexos, i que no pot sostenir que cap d'elles fos superior a les altres.

## Obres
- History and Settlement in Lower Nubia. New Haven: Yale University Publications in Anthropology, 1965.
- The Late Nubian Settlement at Arminna West. New Haven: Publications of the Pennsylvania-Yale Expedition to Egypt, 1965.
- Beyond History: The Methods of Prehistory. New York: Holt, Rinehart and Winston, 1968.
- The Huron: Farmers of the North. New York: Holt, Rinehart and Winston, 1969, revised edition, 1990.
- The Impact of Europeans on Huronia. Toronto: The Copp Clark Publishing Company, 1969.
- The Meroitic Funerary Inscriptions from Arminna West. New Haven: Publications of the Pennsylvania-Yale Expedition to Egypt, 1970.
- (amb J.F. Pendergast) Cartier's Hochelaga and the Dawson Site. Montreal: McGill-Queen's University Press, 1972.
- The Children of Aataentsic: A History of the Huron People to 1660. Montreal: McGill-Queen's University Press, 1976.
- Nubia Under the Pharaohs. London: Thames and Hudson, 1976.
- Time and Traditions: Essays in Archaeological Interpretation. Edinburgh: Edinburgh University Press, 1978 (U.S. edition Nova York: Columbia University Press).
- Handbook of North American Indians, Vol. 15. Northeast, Washington: Smithsonian Institution, 1978.
- Time and Traditions: Essays in Archaeological Interpretation. Edinburgh: Edinburgh University Press, 1978.
- Gordon Childe: Revolutions in Archaeology. London: Thames and Hudson, 1980.
- (amb B.J. Kemp, D. O'Connor, i A.B. Lloyd) Ancient Egypt: A Social History. Cambridge: Cambridge University Press, 1983.
- Natives and Newcomers: Canada's "Heroic Age" Revisited. Montreal: McGill-Queen's University Press, 1985.
- A History of Archaeological Thought. Cambridge: Cambridge University Press, 1989.
- Early Civilizations: Ancient Egypt in Context. New York: Columbia, 1993.
- The Cambridge History of the Native Peoples of the Americas [vol. I]. Nova York: Cambridge University Press, 1996.
- Sociocultural Evolution: Calculation and Contingency. Oxford: Blackwell, 1998.
- Artifacts and Ideas: Essays in Archaeology. New Brunswick, NJ: Transaction Publishers, 2003.
- Understanding Early Civilizations: A Comparative Study. Nova York: Cambridge University Press, 2003.
- A History of Archaeological Thought. 2nd ed.Cambridge: Cambridge University Press, 2006.